# Marc-Jean Ghyssels
Marc-Jean Ghyssels (Sint-Agatha-Berchem, 26 september 1962) is een Belgisch politicus voor de PS.

## Levensloop
Ghyssels was de zoon van textielarbeiders die kleine zelfstandigen werden. Hij studeerde af als licentiaat in de rechten aan de ULB en is sinds 1987 advocaat aan de balie van Brussel.
Aanvankelijk militeerde Ghyssels voor de jongerenafdeling van het FDF, maar uiteindelijk werd hij actief voor de liberale PRL, waarvan hij in 1981 lid werd. Voor deze partij werd hij in oktober 1988 verkozen tot gemeenteraadslid van Vorst. In april 1990 trad hij toe tot het schepencollege als schepen van Openbare Werken, Stedenbouw en Leefmilieu, hetgeen hij bleef tot eind 2000. Als gevolg van meningsverschillen met de lokale PRL-kopvrouw Corinne De Permentier stapte Ghyssels in 2000 uit de partij en kwam hij bij de gemeenteraadsverkiezingen van dat jaar op met een eigen lijst, Intérêts Forestois. Hij werd herkozen als gemeenteraadslid en trad een jaar later toe tot de PS.
Nadat de PS in 2006 terug in de bestuursmeerderheid kwam in Vorst, werd Ghyssels eerste schepen onder burgemeester Magda De Galan, bevoegd voor Bevolking, Burgerlijke Stand, Stedenbouw, Erediensten en Feestelijkheden. Toen De Galan in 2012 haar mandaat van burgemeester stopzette, werd hij haar opvolger. Hij bleef burgemeester tot eind 2018, toen hij opgevolgd werd door Stéphane Roberti van Ecolo. Vervolgens nam hij weer zitting als gemeenteraadslid.
Sinds de Brusselse gewestverkiezingen van mei 2014 zetelt Ghyssels eveneens in het Brussels Hoofdstedelijk Parlement. Hij werd er lid van de commissies Financiën en Binnenlandse Zaken en is sinds 2019 secretaris van het Bureau van het Brussels Parlement.